# 島津忠朗
島津忠朗（1616年12月15日—1676年3月30日）是江戶時代前期的武將。薩摩藩家臣、加治木島津家初代當主。父親是薩摩藩主島津家久。

## 略歷
在元和2年（1616年）11月7日出生，家中三男。元和5年（1619年），跟隨父親家久上洛，在二條城拜謁將軍德川秀忠。前往江戶並擔任幕府的証人。寬永2年（1625年），返回薩摩藩。寬永8年（1631年），拜領祖父義弘的隱居領加治木1萬石、義弘的家臣加治木眾317家，成為加治木島津家祖。
寬永13年（1636年），加增7千8百石。萬治2年（1659年），在領內建立能仁寺。在延寶4年（1676年）2月16日死去。享年61歲。家督由嫡男久薰繼承。